# Sanfilippodytes bertae
Sanfilippodytes bertae är en skalbaggsart som beskrevs av Roughley och Larson in Larson, Alarie 2000. Sanfilippodytes bertae ingår i släktet Sanfilippodytes och familjen dykare. Inga underarter finns listade i Catalogue of Life.